# Кістка

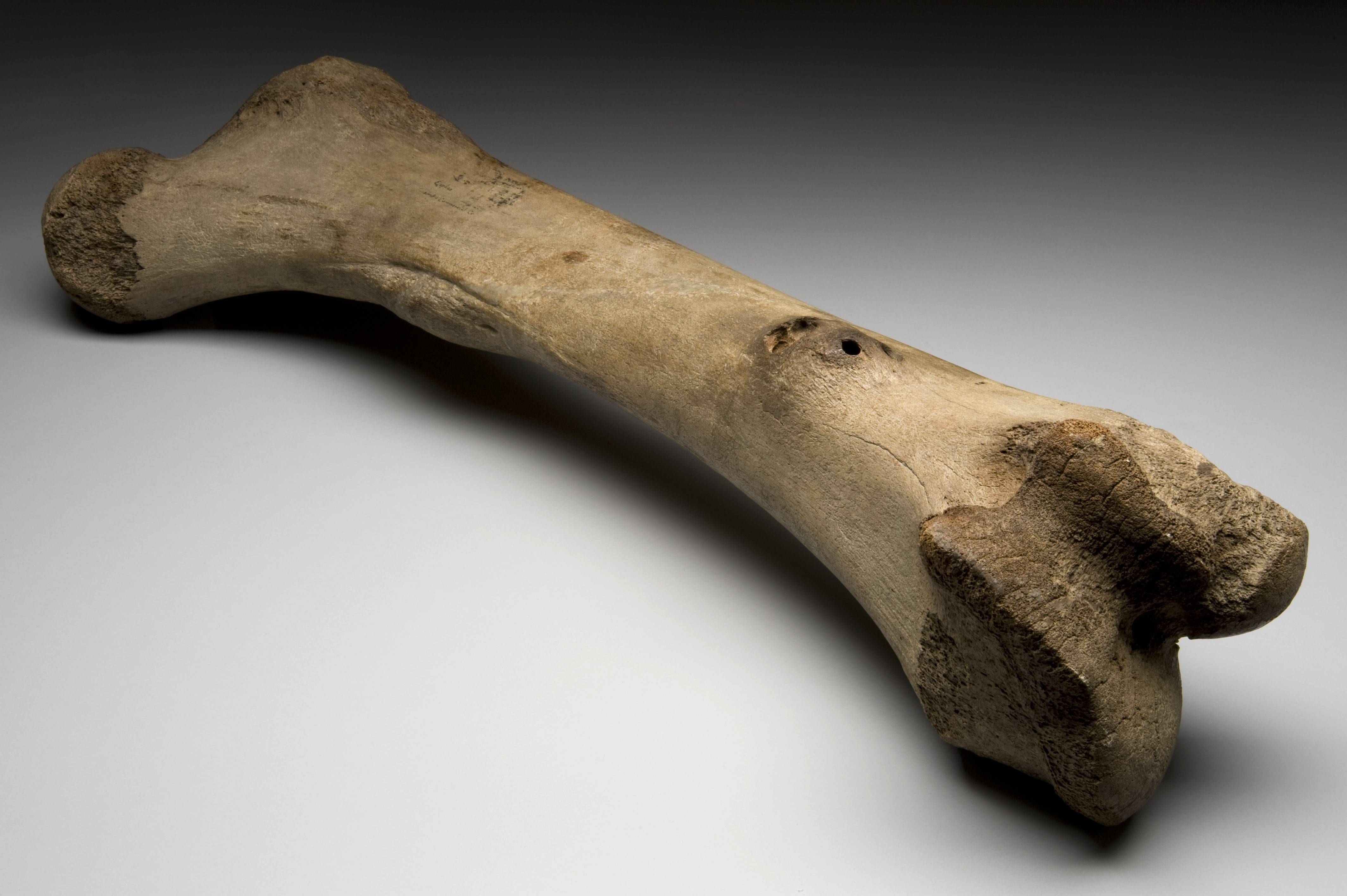
Кістка, що датується Четвертим зледенінням вимерлого виду слона

Скануюча електронна мікрофотографія кістки зі збільшенням 10 000х

Кістка, кість (лат. os, мн. ossa) — орган у хребетних тварин, який належить до опорно-рухової системи і складається з кісткової тканини. З кісток складається скелет. Характеризується високою твердістю, значним вмістом мінеральних речовин і своєрідною мікроструктурою.
Кістка — це тверда тканина, яка є частиною скелета більшості хребетних тварин. Кістки захищають різні органи тіла, виробляють червоні та білі кров'яні тільця, зберігають мінерали, забезпечують структуру та підтримку організму та забезпечують рухливість. Кістки бувають різних форм і розмірів і мають складну внутрішню і зовнішню структуру. Вони легкі, але міцні та жорсткі, і виконують багато функцій.
У тілі людини при народженні присутні приблизно 300 кісток; багато з них зливаються разом під час розвитку, залишаючи загалом 206 окремих кісток у дорослої людини, не враховуючи численних дрібних кісток. Найбільша кістка в тілі — стегнова кістка, а найменша — стремінце в середньому вусі.

## Функції
Кістки беруть участь у мінеральному обміні, вони є депо кальцію, фосфору тощо. Жива кістка містить в собі вітаміни А, D, С та інші. Як складові скелета вони виконують опорну, захисну та рухову функції. Кістковий мозок бере участь у творенні крові.
Механічна
Кістки виконують різноманітні механічні функції. Разом кістки тіла утворюють скелет. Вони забезпечують каркас для підтримки тіла, а також точку кріплення скелетних м'язів, сухожиль, зв'язок і суглобів, які функціонують разом для створення та передачі сил, щоб окремими частинами тіла або всім тілом можна було керувати в тривимірному просторі (взаємодія між кісткою і м'язом вивчається в біомеханіці).
Кістки захищають внутрішні органи, такі як череп, що захищає мозок, або ребра, що захищають серце та легені. Через спосіб формування кістки кістка має високу міцність на стиск близько 170 МПа (1700 кг/см²), погану міцність на розтяг 104—121 МПа і дуже низьку міцність на зсув (51,6 МПа). Це означає, що кістка добре протистоїть напрузі штовхання (стискання), менш добре протистоїть розтягуванню (розтягуванню), але лише погано протистоїть напрузі зсуву (наприклад, через торсіонні навантаження). У той час як кістка по суті крихка, кістка має значний ступінь еластичності, чому сприяє в основному колаген.
Механічно кістки також відіграють особливу роль у слуху. Кісточки — це три невеликі кісточки в середньому вусі, які беруть участь у передачі звуку.
Синтетична
Губчаста частина кісток містить кістковий мозок. Кістковий мозок виробляє клітини крові в процесі, який називається гемопоезом. Клітини крові, які утворюються в кістковому мозку, включають еритроцити, тромбоцити та білі кров'яні клітини. Клітини-попередники, такі як гемопоетичні стовбурові клітини, діляться в процесі, який називається мітозом, щоб утворити клітини-попередники. Сюди входять попередники, які в кінцевому підсумку призводять до білих кров'яних тілець, і еритробласти, які утворюють червоні кров'яні клітини. На відміну від еритроцитів і білих кров'яних тілець, що утворюються в результаті мітозу, тромбоцити виділяються з дуже великих клітин, які називаються мегакаріоцитами. Цей процес прогресивної диференціації відбувається всередині кісткового мозку. Після дозрівання клітин вони потрапляють в кровообіг. Щодня таким чином утворюється понад 2,5 мільярда еритроцитів і тромбоцитів, а також 50–100 мільярдів гранулоцитів.
Крім створення клітин, кістковий мозок також є одним з основних місць, де руйнуються дефектні або старі еритроцити.
Метаболічна
Зберігання мінералів — кістки діють як запаси мінералів, важливих для організму, зокрема кальцію та фосфору.
Залежно від виду, віку та типу кістки, кісткові клітини становлять до 15 відсотків кістки. Зберігання факторів росту — мінералізована кісткова матриця зберігає важливі фактори росту, такі як інсуліноподібні фактори росту, трансформуючий фактор росту, кісткові морфогенетичні білки та інші.
Зберігання жиру — жирова тканина кісткового мозку (МАТ) діє як запас жирних кислот.
Кислотно-лужний баланс — кістка буферує кров від надмірних змін pH, поглинаючи або вивільняючи лужні солі.
Детоксикація — кісткові тканини можуть також зберігати важкі метали та інші сторонні елементи, видаляючи їх з крові та зменшуючи їх вплив на інші тканини. Пізніше вони можуть поступово вивільнятися для виведення.
Ендокринний орган — кістка контролює метаболізм фосфатів, вивільняючи фактор росту фібробластів 23 (FGF-23), який діє на нирки, зменшуючи реабсорбцію фосфатів. Кісткові клітини також виділяють гормон під назвою остеокальцин, який сприяє регулюванню рівня цукру в крові (глюкози) і відкладення жиру. Остеокальцин збільшує як секрецію інсуліну, так і чутливість, на додаток до збільшення кількості клітин, що виробляють інсулін, і зменшення запасів жиру.
Баланс кальцію — процес резорбції кістки остеокластами вивільняє накопичений кальцій у системний кровообіг і є важливим процесом у регулюванні балансу кальцію. Оскільки утворення кісток активно фіксує циркулюючий кальцій у його мінеральній формі, видаляючи його з кровотоку, резорбція активно розкріплює його, тим самим підвищуючи рівень циркулюючого кальцію. Ці процеси відбуваються в тандемі в конкретних місцях.

## Властивості
Кістки побудовані з кісткової тканини, яка є різновидом сполучної тканини, складаються із клітин (остеоцити) та міжклітинної речовини, яка містить багато колагену, глікопротеїдів тощо, і мінеральних компонентів (в основному кристали гідрооксиапатиту, Ca10(PO4)6(OH)2). Завдяки цьому кістка має і гнучкість, і міцність. Опір свіжої кістки на розрив такий же, як у міді, і в 9 разів більший, ніж у свинцю. Кістка витримує стискування 10 кг/мм² (подібно до чавуну). Щоб переламати ребро необхідна сила 110 кг/см².
На збільшення навантаження кістка реагує збільшенням міцності (вантажники), а на зменшення — зменшенням (космонавти).
Ремоделювання(Перебудова кістки)
Кістка постійно створюється і замінюється в процесі, відомому як ремоделювання. Цей постійний оборот кістки є процесом резорбції з наступною заміною кістки з незначними змінами форми. Це досягається за допомогою остеобластів і остеокластів. Клітини стимулюються різними сигналами, і разом вони називаються одиницею ремоделювання. Приблизно 10 % скелетної маси дорослої людини оновлюється щороку. Метою ремоделювання є регулювання гомеостазу кальцію, відновлення мікропошкоджених кісток від щоденного стресу та формування скелета під час росту. Повторювані стреси, такі як навантаження з навантаженням або загоєння кісток, призводять до потовщення кісток у точках максимального напруження (закон Вольфа). Було припущено, що це є результатом п'єзоелектричних властивостей кістки, які змушують кістку генерувати невеликі електричні потенціали під час напруги.
Дія остеобластів і остеокластів контролюється рядом хімічних ферментів, які сприяють або пригнічують активність клітин ремоделювання кістки, контролюючи швидкість формування, руйнування або зміни форми кістки. Клітини також використовують паракринну передачу сигналів, щоб контролювати активність один одного. Наприклад, швидкість, з якою остеокласти розсмоктують кістку, пригнічується кальцитоніном і остеопротегерином. Кальцитонін виробляється парафолікулярними клітинами щитоподібної залози і може зв'язуватися з рецепторами на остеокластах, щоб безпосередньо пригнічувати активність остеокластів. Остеопротегерин секретується остеобластами і здатний зв'язувати RANK-L, пригнічуючи стимуляцію остеокластів.
Остеобласти також можна стимулювати збільшувати кісткову масу за рахунок посилення секреції остеоіду та пригнічення здатності остеокластів розщеплювати кісткову тканину. Підвищена секреція остеоїду стимулюється секрецією гормону росту гіпофізом, гормоном щитоподібної залози та гормонами щитоподібної залози. статеві гормони (естрогени і андрогени). Ці гормони також сприяють підвищеній секреції остеопротегерину. Остеобласти можна також спонукати до виділення ряду цитокінів, які сприяють реабсорбції кістки шляхом стимуляції активності остеокластів і диференціювання від клітин-попередників. Вітамін D, паратиреоїдний гормон та стимуляція з боку остеоцитів спонукають остеобласти збільшувати секрецію RANK-ліганду та інтерлейкіну 6, які цитокіни потім стимулюють посилене реабсорбцію кістки остеокластами. Ці ж сполуки також підвищують секрецію колонієстимулюючого фактора макрофагів остеобластами, що сприяє диференціації клітин-попередників в остеокласти та зменшує секрецію остеопротегерину.

## Будова

Будова кістки

Структурна одиниця кістки — остеон. Це циліндрична структура, що формується навколо гаверсового каналу — мікроскопічного каналу, що містить судини й нерви і оточений циліндричними кістковими пластинками, вкладеними одна в одну. Між пластинками розкидані лакуни (дрібні порожнини), в яких розташовані остеоцити. Вони сполучаються один з одним тонкими відростками, що проходять крізь спеціальні канали.
Остеони мають діаметр у частки міліметра і довжину кілька міліметрів. Найчастіше вони тягнуться паралельно поверхні кістки, а в довгих кістках — уздовж їх осі.
Між остеонами трапляються кісткові пластинки, що не належать до жодного з них (вставні). Існують і пластинки, що вистилають зовнішню та внутрішню поверхню кістки. Сусідні гаверсові канали сполучені один з одним і з окістям фолькманівськими каналами. На відміну від гаверсових, вони не оточені концентричними пластинками.

### Поверхня кістки

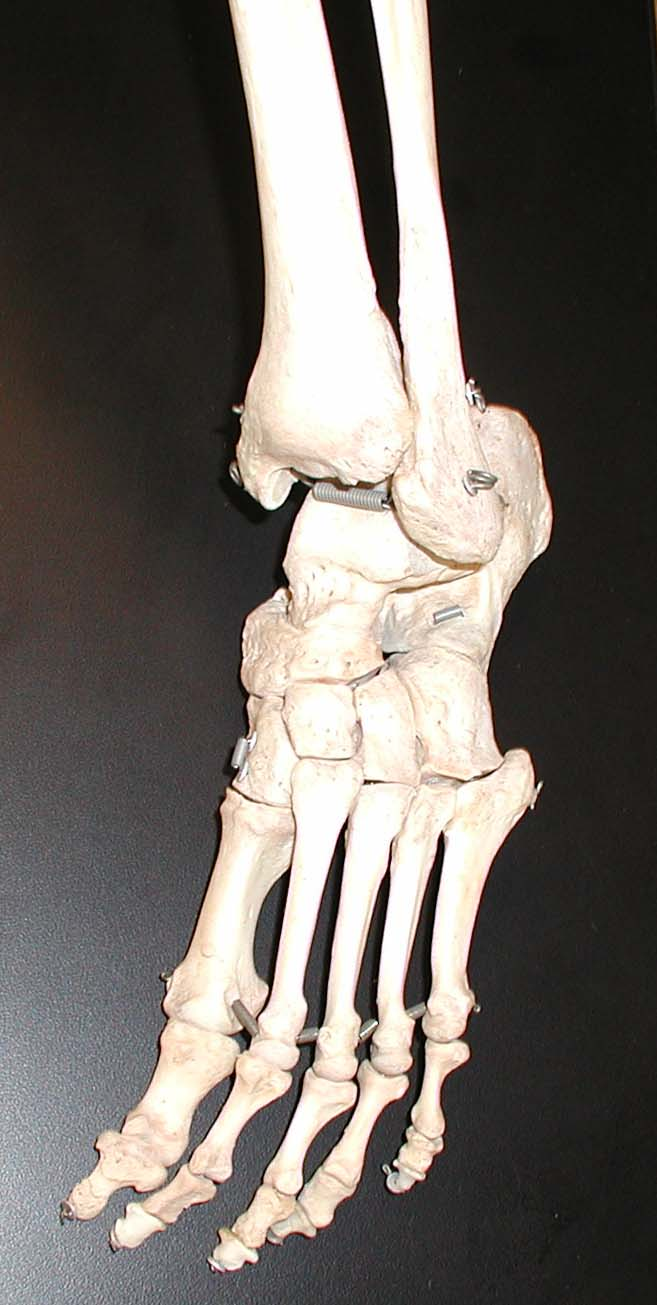
Кістки ноги

Поверхня кістки може мати різні поглиблення (борозенки, ямки і т. д.) і підвищення (кути, краї, ребра, гребені, горбки тощо). Виступи з гострою крайкою називаються остями (spinae). Нерівності служать для сполучення кісток між собою або для прикріплення м'язів і розвинуті відповідно до розвитку мускулатури. На поверхні знаходяться так звані «живильні отвори» (foramina nutritiva), через які живильні і кровоносні судини входять усередину кістки.
Кістка як орган ззовні (крім поверхонь зчленування) вкрита так званим окістям (periosteum), яке є сполучнотканинною пластинкою, збагаченою кровоносними і лімфатичними судинами, нервами. Окістя міцно зрощене з кісткою за рахунок волокон, що входять у тканину кістки. Зовнішній шар окістя волокнистий, внутрішній — остеогенний (кісткоутворюючий) прилягає до кістки. В ньому розташовані остеогенні клітини, прогеніторні клітини які здатні диференціюватися у остеобласти та хондроцити, за рахунок яких відбувається розвиток, ріст в товщину та регенерація кістки після пошкодження. Окістя служить для харчування, росту і відновлення кістки. Внутрішні порожнини кістки утворені особливою м'якою тканиною — кістковим мозком.

### Склад
До складу кістки входять і органічні, і неорганічні речовини; чим молодша тварина, тим більший вміст перших; тому, кістки молодих тварин пружні і м'які, а кістки старих — тверді та крихкі. Відношення між обома складовими різне у всіх груп хребетних; наприклад, в кістках риб (особливо глибоководних), вміст мінеральних речовин відносно малий, і вони відрізняються м'якою волокнистою будовою.
Людина
Кількість (а точніше співвідношення) органічних і мінеральних речовин в кістці змінюється з віком. У дітей значно переважають органічні речовини, у дорослих — мінеральні. У дорослої людини частка мінеральних складових (переважно фосфорнокисле і вуглекисле вапно та фосфорнокисла магнезія, а також фтористого, хлористого кальцію й інші) становить близько 60—70 % маси кістки, а органічні речовини (в основному осеїн, який відноситься до клейодавальних речовин) — 30—40 %. Кістки виявляють велику міцність і сильний опір розривові, надзвичайно довго протистоять руйнуванню і належать до числа найзвичайніших залишків викопних тварин. При прожарюванні кістка втрачає органічну речовину, але зберігає свою форму і будову; піддаючи кістку дії кислоти (напр. соляної), можна розчинити мінеральні речовини й одержати гнучкий хрящуватий кістяк кістки.

### Кісткова речовина

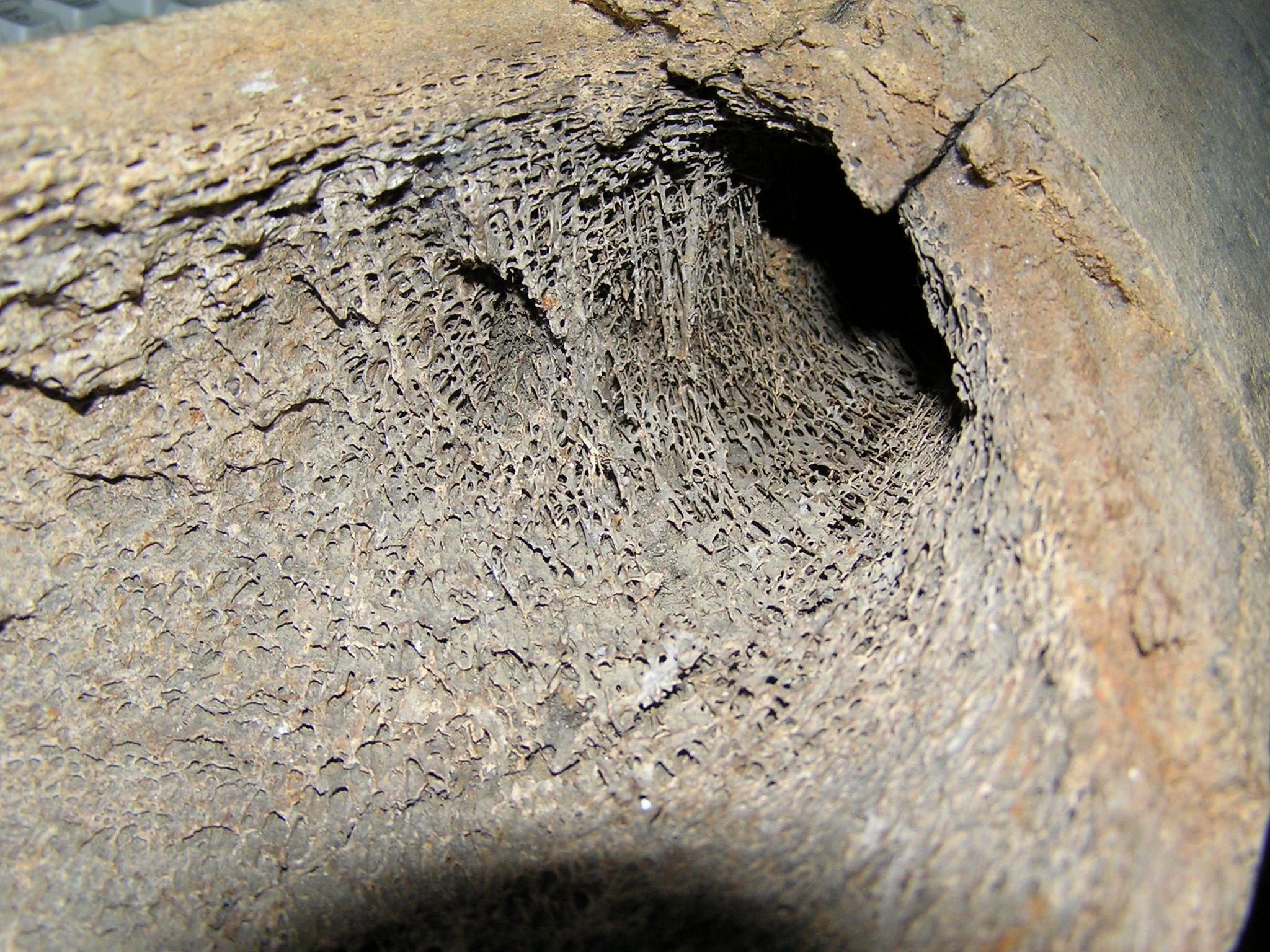
Кістка зсередини

### Кісткова речовина[5]
Кісткова тканина — тверда тканина, різновид спеціалізованої сполучної тканини. Всередині він має стільникову матрицю, яка допомагає надати кістці жорсткість. Кісткова тканина складається з різних типів кісткових клітин. Остеобласти і остеоцити беруть участь у формуванні та мінералізації кістки; остеокласти беруть участь у розсмоктуванні кісткової тканини. Модифіковані (сплощені) остеобласти стають клітинами вистилання, які утворюють захисний шар на поверхні кістки. Мінералізований матрикс кісткової тканини містить органічний компонент переважно колагену, який називається осеїном, і неорганічний компонент кісткового мінералу, що складається з різних солей. Кісткова тканина являє собою мінералізовану тканину двох типів, кортикальної кістки та губчастої кістки. Інші типи тканин, що містяться в кістках, включають кістковий мозок, ендост, окістя, нерви, кровоносні судини та хрящі.
Кісткова тканина являє собою мінералізовану сполучну тканину. Клітини, що утворюють кістку, називаються остеобласти, відкладають матрикс колагену, але вони також вивільняють іони кальцію, магнію та фосфату, які хімічно об'єднуються і тверднуть всередині матриці в мінерал гідроксиапатит. Поєднання твердого мінералу та гнучкого колагену робить кістку твердішою, ніж хрящ, але не стає крихкою. Мікроскопічна структура компактної кістки ссавця складається з повторюваних одиниць, які називаються гаверсовими системами. Кожна система має концентричні шари мінералізованої матриці, які називаються концентричними ламелями, які відкладаються навколо центрального каналу, також відомого як Гаверсів канал, що містить кровоносні судини та нерви, які обслуговують кістку.
Розрізняють два типи кісткової тканини: компактну і губчасту. Компактна кістка формує надзвичайно тверду зовнішню частину, а губчаста кістка заповнює порожнисту внутрішню частину. Тканини біологічно ідентичні; різниця полягає в тому, як влаштована мікроструктура.
Кісткова тканина виконує безліч функцій, включаючи:
1.Підтримка м'язів, органів і м'яких тканин.
2.Важіль і рух.
3.Захист життєво важливих органів. напр. серце
4.Зберігання фосфату кальцію.
Гемопоез — утворення клітин крові (точніше це виконується кістковим мозком, вкрапленим всередині губчастої внутрішньої частини.

Кісткова тканина відрізняється від самих кісток — кістки є органами, що складаються з кісткової тканини, а також із мозку, кровоносних судин, епітелію та нервів, тоді як кісткова тканина відноситься до мінеральної матриці, яка формує жорсткі ділянки органу.

### Кістковий мозок
Внутрішні порожнини кістки (кістково-мозкові порожнини) і чарунки губчастої речовини (вони вистелені остеогенними клітинами на тонкій сполучнотканинній пластинці — ендості) містять м'яку, ніжну, багату на клітини і оснащену кровоносними судинами масу — кістковий мозок (у птахів частина порожнин наповнена повітрям). Розрізняють три види кісткового мозку: слизуватий (лише в деяких кістках, що розвиваються), червоний або лімфоїдний (наприклад, в епіфізах трубчастих кісток, у губчастій речовині хребців), і жовтий або жировий (найрозповсюдженіший, є в діафізах). Основну форму складає червоний кістковий мозок, у ньому є ніжна з'єднувально-тканинна основа, багата судинами, кісткомозкові або лімфатичні клітини, клітини, дуже схожі на лейкоцитів, забарвлені гемоглобіном і раховані за перехід до червоних кров'яних тілець, безбарвні клітини, що містять усередині червоні кульки, і багатоядерні великі («гігантські») клітини, так звані міелопласти.
При відкладенні в клітинах (звичайно зіркоподібних) основи жиру і зменшенні числа лімфатичних елементів червоний мозок переходить у жовтий, а при зникненні жиру і зменшенні лімфатичних елементів він наближається до слизуватого.
У плоду і немовляти у всіх порожнинах кістки знаходиться червоний кістковий мозок. У дорослої людини червоний кістковий мозок є лише в чарунках губчастої речовини плоских кісток (грудина, крила клубових кісток), губчастих кістках і епіфізах трубчастих кісток.

## Розвиток кістки
Розвиток кістки розпочинається або зі сполучної тканини, або хряща. Першим способом розвиваються кістки склепіння і бічних відділів черепа, нижня щелепа і, на думку деяких, ключиця (а в нижчих хребетних і деякі інші) — це так звані покривні або облягаючі кістки. Вони розвиваються прямо зі сполучної тканини; волокна її трохи згущаються, між ними з'являються кісткові клітини й у проміжках між останніми відкладаються вапняні солі; утворяться спочатку острівці кісткової тканини, що потім зливаються між собою. Більшість кісток скелета розвивається з хрящової основи, що має таку ж форму, як майбутня кіста. Хрящова тканина піддається процесові руйнування, усмоктування і замість неї утвориться, при участі особливого шару генеративних клітин (остеобластів), кісткова тканина; процес цей може йти як з поверхні хряща, від його покривної оболонки — перихондрія, який перетворюється потім в окістя, так і усередині нього. Звичайний розвиток кісткової тканини починається в декількох точках, у трубчастих кістах окремими точками окостеніння володіють епіфізи і діафізи.
Ріст кістки в довжину відбувається головним чином у частинах ще не окостенілих (у трубчастих кістах між епіфізами і діафізом), але іноді і шляхом відкладення нових часток тканини між існуючими («інтусусцепція»), це доводять виміри відстаней між вживленими в кістку спицями при зрощуванні, живильними отворами тощо; стовщення кісток відбувається шляхом відкладення на поверхні кістки нових шарів («аппозиція») завдяки діяльності остеобластів окістя. Вони володіють у високому ступені здатністю відтворювати зруйновані і вилучені частини кістки. Їх діяльності обумовлюється і зрощення переломів. Паралельно з ростом кістки йде руйнування, усмоктування («резорбція») деяких ділянок кісткової тканини, причому важливу роль грають так звані остеокласти («клітини, що руйнують кістку»), багатоядерні елементи, що спостерігаються на стінках порожнин, в окісті і стінках великих порожнин у кістці (напр. Гайморова пазуха тощо).

## Кістки людини
Кістка живої людини — динамічна структура, у якій відбувається обмін речовин, а також руйнування старих і створення нових кісткових трабекул і остеонів. Кістки змінюються відповідно до умов зовнішнього середовища, під впливом яких відбувається перебудова їх макро- і мікроструктури. Кістки краще розвиваються там, де більше працюють м'язи, що прикріплені до цих кісток. Форма і рельєф кістки залежить від характеру прикріплення м'язів. Якщо м'яз прикріплюється сухожиллям, то на кістці формується горбик, відросток. Якщо м'яз вплітається в окістя широким пластом — формується на кістці заглибина. У місцях проходження кровоносних судин на кістках формуються борозни. Поверхня кістки має багато дрібних отворів, крізь які до кістки входять кровоносні судини, що забезпечують живлення кістки. Форма, ширина і довжина кістки залежать від виконуваної організмом роботи. У людей важкої фізичної праці хребці набувають клиноподібної форми, а у балерин, шоферів — кістки плесна потовщені тощо. Суттєва роль у формуванні кісток скелета належить фізичним вправам.

## Види кісток
За формою кістки поділяють на: довгі, короткі, плоскі, змішані.
- Довгі або трубчасті кістки — такі, у яких довжина значно переважає ширину і товщину (видовжені); вони мають більш-менш циліндричну середню частину, тіло чи діафіз (corpus чи diaphysis) з порожниною усередині і 2 кінці або епіфізи (extremitates чи epiphyses), що завжди ширші за тіло і покриті на суглобних поверхнях шаром гіалінового хряща, знаходяться в кінцівках і більш-менш вигнуті. До довгих трубчастих кісток належать кістки плеча, передпліччя, стегна і гомілки.

- Короткі — кістки п'ястка, плесно, фаланги пальців. Діафізи побудовані у вигляді трубки, стінка якої має компактну кісткову тканину. Епіфізи мають губчасту будову. В цих кістках жодний вимір не переважає значно над іншими.

- Плоскі кістки побудовані із губчастої речовини, яка зовні вкрита тонкими пластинками компактної речовини. До них належать лопатки, кістки черепа, груднина. У широких кісток два виміри переважають над третім; такі кістки служать переважно для утворення стінок порожнин, що містять різні органи (череп, грудину, тазову порожнину) і можуть бути плоскими, вигнутими, увігнутими і т. д.

- Змішані кістки мають складну будову. Вони складаються із декількох частин, що мають різну будову, форму і походження. Наприклад, хребці, кістки основи черепа тощо.

В окрему групу іноді виносять повітроносні кістки: лобна, клиноподібна, решітчаста, верхньощелепна. Вони так називаються, бо в них є повітряні порожнини, які вистелені слизовою оболонкою.

## З'єднання кісток
Синдесмологія — наука про з'єднання кісток
- Синартрози — безпереривні з'єднання кісток, більш ранні по розвитку, нерухомі або малорухомі за функцією.
  - Синдесмоз — кістки з'єднані посередництвом з'єднувальної тканини.
    - міжкісткові перетинки (між кістками передпліччя або гомілки)
    - зв'язки (у всіх суглобах)
    - тім'ячка
    - шви
зубчасті (більшість кісток купола черепа)
лускаті (між краями скроневої і тім'яної кісток)
гладкі (між кістками лицьового черепа)

  - Синхондроз — кістки з'єднані через хрящову тканину.

За властивістю хрящової тканини:
- гіаліновий (між ребрами і грудиною)
- волокнистий
- еластичний (хрящ вушної раковини)

За часом існування розрізняють синхондрози:
- тимчасові
- постійні

Синостоз — кістки з'єднані через кісткову тканину.
Діартрози — переривні з'єднання, пізніші по розвитку і рухливіші за функцією.
Класифікація суглобів:
- за числом суглобних поверхонь
- за формою і функцією

Геміартроз — перехідна від безперервних до перервних або навпаки.
Існує декілька термінів для опису специфічних деталей довгих кісток:
| Термін                | Значення |
| --------------------- | --- |
| діафіз                | стовбур довгої кістки; частина кістки між краями, кінцями (епіфізами).                                                                           |
| епіфіз                | частина кінця довгої кістки; регіони вторинного окостеніння.                                                                                     |
| епіфізіальна пластина | Епіфізи утворюють кінці довгих кісток (головки). Тонкий диск гіалінового хряща між діафізом і епіфізом; зникає двадцятьма роками від народження. |
| голівка               | проксимальний суглобовий кінець кістки. |
| шийка                 | частина кістки між голівкою та віссю. |